# Vatsavai
Vatsavai là một trong 50 mandal thuộc huyện Krishna, bang Andhra Pradesh.